# Palusleptocythere
Palusleptocythere is een geslacht van kreeftachtigen uit de klasse van de Ostracoda (mosselkreeftjes).

## Soort
- Palusleptocythere migrans Nakao & Tsukagoshi, 2002